# Rejon berezyński
Rejon berezyński (biał. Бярэзінскі раён) – rejon w centralnej Białorusi, w obwodzie mińskim.